# Nicolau I Orsini
Nicolau I Orsini fou comte palatí de Cefalònia i Lèucada, territoris que va heretar del seu pare Joan I Orsini, i també fou dèspota de l'Epir, territori que va ocupar per la força i causant la mort del seu oncle Tomàs I Àngel, el qual no tenia descendència.
L'any 1318 Nicolau va ocupar Arta i es va casar amb la vídua de Tomàs I Àngel, Anna, filla de l'emperador Miquel IX Paleòleg. El territori era cobejat per l'Imperi Romà d'Orient i per Joan I de Gravina els quals es van enfrontar i Joan II Orsini, germà seu, se'n va quedar una part.

## Biografia
Nicolau era fill del comte Joan I Orsini i de la seva esposa Maria, filla de Nicèfor I Àngel, dèspota de l'Epir. El seu pare governava Cefalònia com a vassall del rei de Nàpols Carles II d'Anjou, i posseïa Lèucada com a part de la dot de la seva esposa. Nicolau va heretar aquestes possessions a la mort del seu pare el 1317, però el que en realitat cobejava eren els territoris de l'Epir.
L'Epir estava en aquell moment passant un mal moment, l'exèrcit romà d'Orient estava assetjant la capital, Arta, i el seu governant, l'oncle de Nicolau, Tomàs I Àngel, no confiava en la seva esposa, que era filla de l'emperador romà d'Orient Miquel IX Paleòleg. Tomàs estava a punt d'entrar en negociacions amb el seu cunyat Felip I de Tàrent per fer front conjuntament a l'atac romà d'Orient. Nicolau va aprofitar i es va presentar amb un exèrcit que va impedir el pacte amb Felip, va fer fora els romans d'Orient i va posar fi a la vida de Tomàs. Nicolau va assumir el tron vacant i, per solidificar la seva posició es va casar amb Anna Paleòloga, la vídua de Tomàs. El 1320 i fou reconegut com a dèspota per l'emperador romà d'Orient.
Nicolau va retre fidelitat a Joan I de Gravina, fill de Carles II de Nàpols i de Maria d'Hongria, que era pretendent al Principat d'Acaia. Tanmateix Nicolau va adoptar públicament la fe ortodoxa i el clergat local no va oposar cap objecció a la seva usurpació del tron. El nord de l'Epir, amb capital a Ioànnina, sí que es van negar a acceptar-lo i es van passar al govern romà d'Orient. Nicolau va esperar fins a la mort de la seva esposa l'any 1320 o el 1321 i llavors va esclatar la guerra amb civil per recuperar el nord de l'Epir. Ioànnina se li resistia i Nicolau va provar d'aliar-se amb la República de Venècia. El 1323 va morir assassinat pel seu germà Joan II Orsini. Joan de Gravina, va ocupar Cefalònia i la va declarar un feu d'Acaia.
Amb la seva dona només va tenir una filla que va morir jove.